# Aldo Vasco
Aldo Vasco (fl. XX secolo) è stato un attore italiano.

## Biografia
Dopo aver recitato una parte minore nel film L'onorevole Angelina di Luigi Zampa del 1947, nel 1949 interpreta il ruolo di maggior rilievo della sua carriera, quello del fattore Pietro, protagonista del film Buffalo Bill a Roma di Giuseppe Accattino. Sempre con la regia di Zampa impersona poi la figura di un conte nel film È più facile che un cammello... del 1950, con Jean Gabin e Antonella Lualdi.
Nel 1952 recita la parte di un soldato lombardo nell'episodio Il tamburino sardo del film Altri tempi - Zibaldone n. 1 di Alessandro Blasetti con Aldo Fabrizi e Mario Riva. Nel 1953 impersona un consigliere legale in Prima di sera, film commedia di Piero Tellini. Nel 1954 è un minatore nel film Appassionatamente di Giacomo Gentilomo con Amedeo Nazzari e Myriam Bru. Al 1955 risale la sua prima partecipazione alla saga di Peppone e Don Camillo nel film Don Camillo e l'onorevole Peppone di Carmine Gallone, in cui è il mezzadro Tasca accanto a Fernandel e Gino Cervi. Nel 1958 fa parte del cast del film Ladro lui, ladra lei, ancora di Zampa con Alberto Sordi e Sylva Koscina, nella parte di un carabiniere che interroga il ladro interpretato da Sordi. Nello stesso anno è di nuovo un brigadiere italiano in La legge è legge di Christian-Jaque, interpretato da Totò e Fernandel, mentre nel 1959 è un lavoratore portuale in Il magistrato, sempre di Zampa, accanto a Maurizio Arena e Claudia Cardinale.
Nel 1960 lavora nel film La dolce vita di Federico Fellini e negli anni sessanta continua a recitare in diversi ruoli, fra cui quello di un compagno di partito di Peppone nel film Il compagno don Camillo di Luigi Comencini del 1965; nella stessa serie compare anche in Don Camillo monsignore... ma non troppo e in Don Camillo e i giovani d'oggi. Appare ancora in vari film fino al 1973.

## Filmografia
- L'onorevole Angelina, regia di Luigi Zampa (1947)
- Buffalo Bill a Roma, regia di Giuseppe Accattino (1949)
- È più facile che un cammello..., regia di Luigi Zampa (1950)
- I sette nani alla riscossa, regia di Paolo William Tamburella (1951)
- Altri tempi - Zibaldone n. 1, regia di Alessandro Blasetti (1952)
- Anni facili, regia di Luigi Zampa (1953)
- Gli uomini, che mascalzoni!, regia di Glauco Pellegrini (1953)
- Prima di sera, regia di Piero Tellini (1953)
- La romana, regia di Luigi Zampa (1954)
- Disonorata (senza colpa), regia di Giorgio Walter Chili (1954)
- Appassionatamente, regia di Giacomo Gentilomo (1954)
- Scuola elementare, regia di Alberto Lattuada (1954)
- Vestire gli ignudi, regia di Marcello Pagliero (1954)
- In amore si pecca in due, regia di Vittorio Cottafavi (1954)
- Luna nova, regia di Luigi Capuano (1955)
- Don Camillo e l'onorevole Peppone, regia di Carmine Gallone (1955)
- Giovanni dalle bande nere, regia di Sergio Grieco (1956)
- La legge è legge, regia di Christian-Jaque (1958)
- Totò e Marcellino, regia di Antonio Musu (1958)
- Ladro lui, ladra lei, regia di Luigi Zampa (1958)
- Le dritte, regia di Mario Amendola (1958)
- Il nemico di mia moglie, regia di Gianni Puccini (1959)
- Prepotenti più di prima, regia di Mario Mattoli (1959)
- Il magistrato, regia di Luigi Zampa (1959)
- La dolce vita, regia di Federico Fellini (1960)
- L'impiegato, regia di Gianni Puccini (1960)
- Don Camillo monsignore... ma non troppo, regia di Carmine Gallone (1961)
- Io, Semiramide, regia di Primo Zeglio (1963)
- Il compagno don Camillo, regia di Luigi Comencini (1965)
- L'uomo, l'orgoglio, la vendetta, regia di Luigi Bazzoni (1967)
- Ma chi t'ha dato la patente?, regia di Nando Cicero (1970)
- Don Camillo e i giovani d'oggi, regia di Mario Camerini (1972)
- Bisturi - La mafia bianca, regia di Luigi Zampa (1973)